# خانیوال، پاکستان
خانیوال (به اردو: خانیوال) شهری در ایالت پنجاب (پاکستان) کشور پاکستان است که در سرشماری سال ۲۰۰۶ میلادی، ۱۵۷٫۳۰۳ نفر جمعیت داشته است.